# Ágios Nikólaos (Stérnes, Héraklion)
Ágios Nikólaos (grec moderne : Άγιος Νικόλαος) est une localité située dans le dème de Gortyne, dans le district régional d'Héraklion, dans la periphérie de Crète, en Grèce.
Selon le recensement de 2011, elle compte 0 habitants.